# Естебан Фернандо Гонсалес
Естебан Фернандо Гонсалес (ісп. Esteban Fernando González, нар. 14 січня 1962, Буенос-Айрес) — аргентинський футболіст, що грав на позиції нападника, зокрема за «Велес Сарсфілд».
Чотириразовий чемпіон Аргентини. Володар Кубка Лібертадорес. 

## Ігрова кар'єра
У дорослому футболі дебютував 1982 року виступами за команду «Феррокаріль Оесте», в якій провів п'ять сезонів і з якою двічі виборював титул чемпіона Аргентини.
Згодом з 1987 по 1989 рік провів по одному сезону в «Депортіво Еспаньйол» та іспанській «Малазі».
1990 року повернувся на батьківщину, де уклав контракт з клубом «Велес Сарсфілд». Відіграв за команду з Буенос-Айреса наступні чотири сезони своєї ігрової кар'єри. У складі «Велес Сарсфілда» був одним з головних бомбардирів команди, маючи середню результативність на рівні 0,38 гола за гру першості. У сезоні 1990/91 з 18-ма забитими голами став найкращим бомбардиром футбольної першості Аргентини. 1993 року виграв з командою Клаусуру національної першості, а насутпного року став володарем Кубка Лібертадорес.
Протягом 1995—1996 років захищав кольори клубу «Сан-Лоренсо», у складі якого здобув свій четвертий титул чемпіона Аргентини, а завершив ігрову кар'єру у команді «Кільмес», за яку виступав протягом 1996—1997 років.

## Титули і досягнення
- Чемпіон Аргентини (4):

«Феррокаріль Оесте»: Насьональ 1982, Насьональ 1984
«Велес Сарсфілд»: Клаусура 1993
«Сан-Лоренсо»: Клаусура 1995
- Володар Кубка Лібертадорес (1):

«Велес Сарсфілд»: 1994